# Miss Sergipe 2016
Miss Sergipe 2016 foi a 58ª edição do tradicional concurso de beleza feminina do Estado que tem como intuito selecionar dentre várias candidatas, a melhor, para que esta possa representar sua cultura e beleza no certame de Miss Brasil 2016.  O evento era coordenado pelo empresário Deivide Barbosa, mas devido aos últimos acontecimentos da edição passada (2015), a organização Miss Brasil assumiu o controle. Estima-se esse ano a participação de apenas oito candidatas municipais em busca do título que pertence à umbaubense Pryscilla Felisberto.  É preciso frisar que não houve um concurso e sim uma seletiva para a escolha da vencedora. 

## Resultado
| Colocação    | Município e Candidata     |
| Miss Sergipe | - Aracaju - Carol Valença |

## Candidatas
As candidatas que disputaram este ano:
- Aracaju - Carol Valença
- Boquim - Leiliane Almeida
- Itabaiana - Júlia Silva
- Japoatã - Natália Nascimento
- Lagarto - Kelly Santos
- Ribeirópolis - Lorena Santos
- São Cristóvão - Emilly Carvalho
- Tanque Novo - Carolainny Santana

## Dados das candidatas
| - Aracaju: Indicada pelo coordenador municipal Luiz Plínio, Carol Valença é modelo profissional, tem 21 anos e 1.74m de altura. Atualmente, a loira cursa o oitavo período de Engenharia Civil na Universidade Federal de Sergipe e sonha representar a beleza da mulher sergipana no tradicional concurso Miss Brasil Universo. - Boquim: Leiliane Almeida disputou com mais cinco candidatas o posto de mais bela de sua cidade. Ela tem 21 anos de idade e 1.80m de altura. A vencedora recebeu a faixa das mãos de Priscila Nascimento e a coroa de Fernando Alves - organizadores do evento. Katiúscia Menezes, a Miss Boquim 2015 e recém-eleita Miss Mundo Sergipe 2016, entregou as flores. | - Ribeirópolis: Sem concurso municipal este ano, o coordenador municipal local Caique Lima, junto à prefeitura de Ribeirópolis, preferiu indicar a bela modelo e estudante de enfermagem, Lorena Maria Santos. A futura enfermeira tem apenas 18 anos, 1,72 m de altura e se prepara intensivamente para o concurso estadual, que se realizará em Agosto. - São Cristóvão: Modelo internacional, a aracajuana Emilly Carvalho estuda Engenharia de Petróleo, tem 24 anos e 1.79m de altura. Além de falar fala inglês, espanhol e italiano fluentemente, ela já desfilou para a famosa estilista norte-americana Vera Wang e foi destaque na conceituada revista Elle Itália, além de trabalhos para grifes como Prada, Gucci, Theory e Roberto Cavalli. |